# Bothrogonia tortilla
Bothrogonia tortilla är en insektsart som beskrevs av Kuoh 1987. Bothrogonia tortilla ingår i släktet Bothrogonia och familjen dvärgstritar. Inga underarter finns listade i Catalogue of Life.